# Cornelius Jansen
Cornelius Jansen, známý pod latinizovanou formou jména jako Jansenius (28. října 1585, Acquoy, Nizozemí - 6. května 1638, Ypry), byl nizozemský římskokatolický duchovní a teolog, který byl v letech 1636-1638 biskupem yperským. Je známý především díky svému spisu Augustinus, který stojí u vzniku politicko-náboženského hnutí, známého jako jansenismus.